# Sint-Albertuskerk (Muizen)

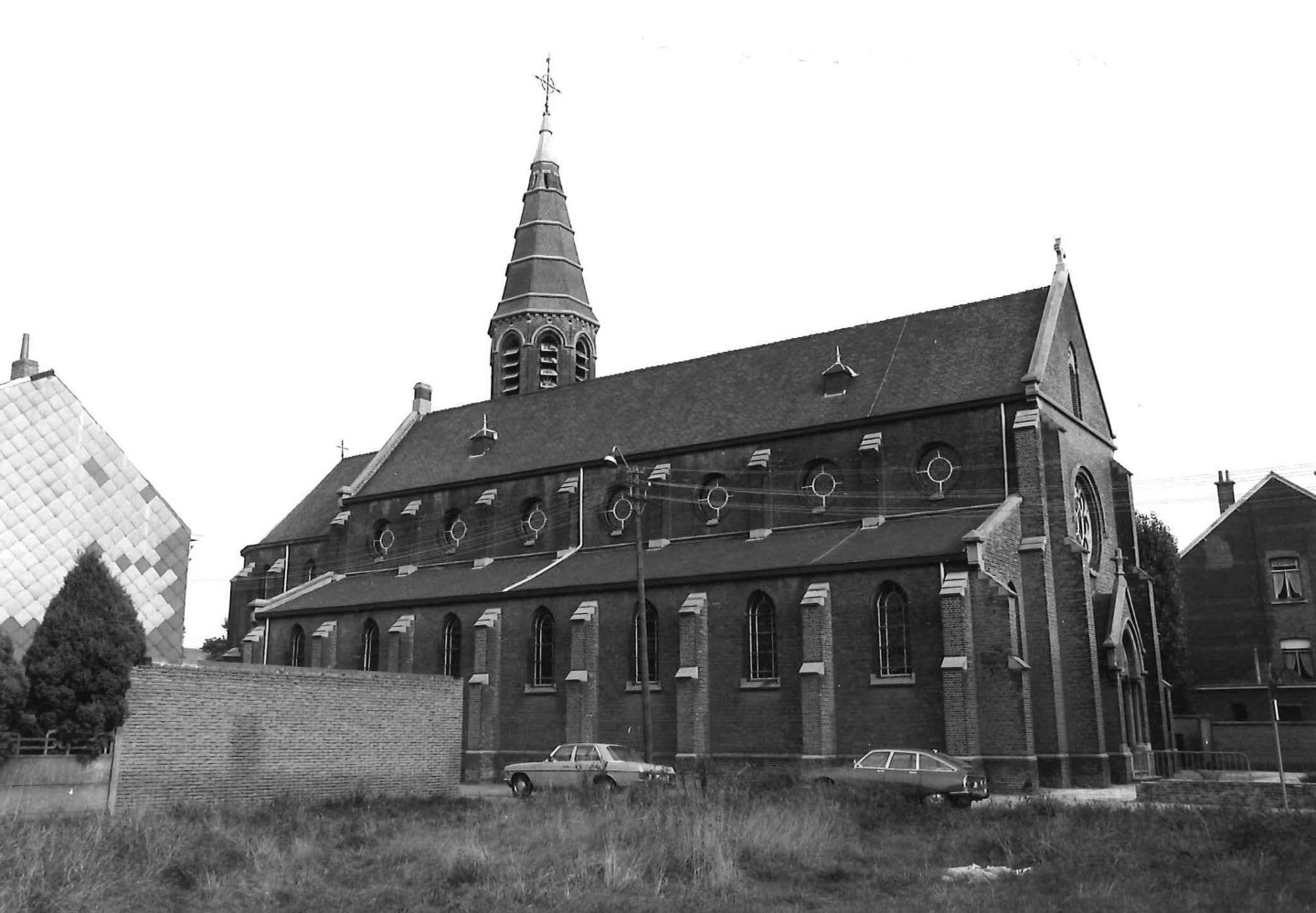
Sint-Albertusstraat

De Sint-Albertuskerk is een parochiekerk in de tot de Antwerpse gemeente Mechelen behorende plaats Muizen, gelegen aan de Gustaaf Ghijselsstraat.

## Geschiedenis
De aanleg van een spoorwegemplacement isoleerde de bewoners ten zuidwesten van dit emplacement ten opzichte van de eigenlijke dorpskern. In 1908 werd hier een parochie gesticht en in 1909 werd een neogotische kerk gebouwd.

## Gebouw
Het betreft een driebeukige basilicale bakstenen kerkgebouw dat naar het noordoosten georiënteerd is. Het koor is vijfzijdig afgesloten. De vierkante toren heeft een achtkante bovenbouw en is ingebouwd aan de koorzijde van de kerk.

## Interieur
Het interieur wordt overkluisd door spitsbooggewelven. Het kerkmeubilairs is uit het begin van de 20e eeuw en de glas-in-loodramen zijn van 1974-1975.